# Phyllosticta pseudacori
Phyllosticta pseudacori är en svampart som först beskrevs av Brunaud, och fick sitt nu gällande namn av Allesch. 1898. Phyllosticta pseudacori ingår i släktet Phyllosticta och familjen Botryosphaeriaceae.   Inga underarter finns listade i Catalogue of Life.